# Trietilenglicol
Trietilenglicolul (TEG) este un compus organic cu formula chimică HOCH2CH2OCH2CH2OCH2CH2OH. Este utilizat ca agent plastifiant pentru polimerii de vinil. Atunci când este aerosolizat, acționează ca dezinfectant.

## Obținere
TEG este produs prin hidroliza a oxidului de etilenă. În funcție de condițiile de reacție, se produc cantități variabile de TEG și de glicoli înrudiți.